# Franco Coppola
Franco Coppola (Maglie, 31 marzo 1957) è un arcivescovo cattolico italiano.

## Biografia
È nato a Maglie il 31 marzo 1957.
Dopo gli studi liceali e quelli teologici è stato ordinato sacerdote il 12 settembre 1981 dall'arcivescovo Vincenzo Franco, venendo incardinato nell'arcidiocesi di Otranto. Ha frequentato la Pontificia accademia ecclesiastica mentre contemporaneamente ha studiato per il dottorato in diritto canonico presso un'università pontificia.
Entrato nel servizio diplomatico della Santa Sede nel 1993, ha lavorato nelle rappresentanze pontificie in Libano, Burundi, Colombia e Polonia, divenendo poi consigliere di nunziatura presso la sezione per i rapporti con gli Stati della Segreteria di Stato Vaticana.
Il 16 luglio 2009 è stato eletto arcivescovo titolare di Vinda e infine nominato nunzio apostolico in Burundi. Ha ricevuto la consacrazione episcopale da papa Benedetto XVI il 12 settembre seguente.
Il 31 gennaio 2014 è stato nominato da papa Francesco nunzio apostolico nella Repubblica Centrafricana e, il successivo 2 aprile, nunzio apostolico in Ciad.
Il 9 luglio 2016 è stato nominato nunzio apostolico in Messico da papa Francesco. Nel dicembre del 2017 ha ribadito con forza le critiche del papa ai vescovi messicani affermando che «la Chiesa in Messico è rimasta indietro e ha continuato a dare risposte valide per l'ultimo secolo, senza rendersi conto che nel frattempo il tempo è passato».
Parlando nel 2021, all'apertura dell'incontro biennale della conferenza episcopale messicana, ha esortato i vescovi del paese a "guardare la realtà negli occhi" mentre la popolazione non cattolica del paese aumenta e i numeri non religiosi aumentano. Ha parlato di diverse tendenze preoccupanti nel censimento del 2020 che ha mostrato che il numero di persone che si identificano come non religiose è quasi raddoppiato all'8,1% della popolazione, mentre un altro 2,5% della popolazione si considerava religioso, ma senza alcuna confessione professata. Protestanti ed evangelici sono cresciuti dal 7,5% della popolazione nel 2010 all'11,2% della popolazione nel 2020.
Il 15 novembre 2021 è stato nominato nunzio apostolico in Belgio e, il 14 dicembre seguente, nunzio apostolico in Lussemburgo. Nel volo di ritorno a Roma dopo il viaggio di papa Francesco in Belgio del 2024, il pontefice ha affermato che "l'aborto è un omicidio" e che "la scienza dice che a un mese dal concepimento tutti gli organi sono presenti". Ha paragonato i medici a sicari. Contemporaneamente, il Belgio ha preso in considerazione l'opportunità di estendere l'accesso dalle prime 12 alle 18 settimane. In risposta, il primo ministro Alexander De Croo ha affermato che avrebbe convocato l'arcivescovo Coppola per protestare contro le osservazioni del papa come un'ingerenza "inaccettabile" negli affari interni del suo paese.

## Genealogia episcopale e successione apostolica
La genealogia episcopale è:
- Cardinale Scipione Rebiba
- Cardinale Giulio Antonio Santori
- Cardinale Girolamo Bernerio, O.P.
- Arcivescovo Galeazzo Sanvitale
- Cardinale Ludovico Ludovisi
- Cardinale Luigi Caetani
- Cardinale Ulderico Carpegna
- Cardinale Paluzzo Paluzzi Altieri degli Albertoni
- Papa Benedetto XIII
- Papa Benedetto XIV
- Papa Clemente XIII
- Cardinale Bernardino Giraud
- Cardinale Alessandro Mattei
- Cardinale Pietro Francesco Galleffi
- Cardinale Giacomo Filippo Fransoni
- Cardinale Antonio Saverio De Luca
- Arcivescovo Gregor Leonhard Andreas von Scherr, O.S.B.
- Arcivescovo Friedrich von Schreiber
- Arcivescovo Franz Joseph von Stein
- Arcivescovo Joseph von Schork
- Vescovo Ferdinand von Schlör
- Arcivescovo Johann Jakob von Hauck
- Vescovo Ludwig Sebastian
- Cardinale Joseph Wendel
- Arcivescovo Josef Schneider
- Vescovo Josef Stangl
- Papa Benedetto XVI
- Arcivescovo Franco Coppola

La successione apostolica è:
- Vescovo Juan Manuel González Sandoval, M.N.M. (2017)
- Vescovo Julio César Salcedo Aquino, M.J. (2017)
- Vescovo Luis Martín Barraza Beltrán, Istituto del Prado (2017)
- Vescovo Guadalupe Antonio Ruíz Urquín (2020)
- Vescovo Francisco Figueroa Cervantes (2021)
- Vescovo José Luis Canto Sosa (2021)